# Niki Kaliyanda Poonacha
Niki Kaliyanda Poonacha (* 27. April 1995 in Neyveli) ist ein indischer Tennisspieler.

## Karriere
Zwischen 2011 und 2013 spielte Kaliyanda Poonacha nur wenige Matches auf der ITF Junior Tour. In der Junioren-Rangliste erreichte er mit Platz 678 seine höchste Notierung.
Bei den Profis spielte Kaliyanda Poonacha ab 2014 erste Turniere der ITF Future Tour. Bis 2018 war er dabei meistens außerhalb der Top 1000 der Tennisweltrangliste platziert. In diesem Jahr dann kam er im Einzel das erste Mal über das Viertelfinale hinaus und gewann direkt seinen ersten Titel, während er im Doppel schon 2014 und 2015 je einen Titel gewonnen hatte. In der Rangliste zog er damit in die Top 700 im Einzel und Top 800 im Doppel ein. Sein Einzel-Karrierehoch von Platz 605 erreichte er Anfang 2019. Danach war er vor allem im Doppel erfolgreich – 2021 gewann er seinen zweiten und letzten Einzeltitel. 2022 gewann er mit seinem Stammpartner in dieser Zeit sieben Futures und beendete damit das Jahr auf Rang 322. Nach einem weiteren Titel 2023 spielte er auch vermehrt Turniere der ATP Challenger Tour. In Tunis zog er dabei das erste Mal in die Vorschlussrunde ein. Kurz darauf gewann er mit seinem Landsmann S. D. Prajwal Dev den Titel in Astana. Kurz darauf spielte er mit seinem Partner aus Tunis in Cordenons sein zweites Endspiel, das sie verloren. Mit Antoine Escoffier in Rennes sowie mit Divij Sharan in Alicante kamen noch zwei weitere Endspielteilnahmen hinzu, von denen er letztere zu seinem zweiten Challengertitel nutzte. In der Rangliste machten sich die Erfolge bemerkbar, er stieg bis Platz 145.

## Erfolge
| Legende (Anzahl der Siege) |
| Grand Slam                 |
| ATP Finals                 |
| ATP Tour Masters 1000      |
| ATP Tour 500               |
| ATP Tour 250               |
| ATP Challenger Tour (5)    |

### Doppel

#### Turniersiege
| Nr. | Datum           | Turnier         | Belag     | Partner                     | Finalgegner                              | Ergebnis         |
| --- | --------------- | --------------- | --------- | --------------------------- | ---------------------------------------- | ---------------- |
| 1.  | 29. Juli 2023   | Astana          | Hartplatz | S. D. Prajwal Dev           | Toshihide Matsui Kaito Uesugi            | 6:3, 7:64        |
| 2.  | 7. Oktober 2023 | Alicante (1)    | Sand      | Divij Sharan                | Jeevan Nedunchezhiyan John-Patrick Smith | 6:4, 3:6, [10:7] |
| 3.  | 30. März 2024   | San Luis Potosí | Sand      | Rithvik Choudary Bollipalli | Antoine Bellier Marc-Andrea Hüsler       | 6:3, 6:2         |
| 4.  | 20. April 2024  | Acapulco        | Hartplatz | Rithvik Choudary Bollipalli | Luke Johnson Skander Mansouri            | 7:64, 7:5        |
| 5.  | 5. Oktober 2024 | Alicante (2)    | Hartplatz | Anirudh Chandrasekar        | Romain Arneodo Íñigo Cervantes           | 7:62, 6:4        |